# Rue du Vallon-des-Auffes
La rue du Vallon-des-Auffes est une voie marseillaise, située dans le 7e arrondissement de Marseille.

## Situation et accès
Elle va de la place Saint-Eugène au Vallon des Auffes.
Elle démarre place Saint-Eugène dans le quartier d’Endoume et longe par une descente les petits lotissements jusqu’au carrefour avec le boulevard Augustin-Cieussa où elle longe de grands immeubles et entre dans le vallon des Auffes. Elle longe le petit port éponyme lui-même longé par de nombreux restaurants gastronomiques et se termine en impasse sur la digue éponyme après être passée sous le pont de la corniche du Président-John-Fitzgerald-Kennedy reliée par l’escalier éponyme.

## Origine du nom
La rue doit son nom au vallon des Auffes dont elle permet l’accès et y aboutit.

## Historique
Elle est classée dans la voirie de Marseille le 24 février 1938.

## Bâtiments remarquables et lieux de mémoire
- Au numéro 92 se trouve le centre de loisirs du vallon des Auffes.
- Au numéro 140 se trouve le restaurant provençal Chez Fon Fon, ayant servi de décor pour le film French Connection.
- Au-dessus de la digue se trouve le square du Sous-lieutenant-Danjaume, où se trouve le monument aux morts de l'Armée d'Orient et des terres lointaines accessible via la corniche.